# Seeb
Al-Seeb, As Seeb, As Sib o Seeb (Idioma árabe: السيب) es una ciudad costera, situada a varios kilómetros al noroeste de Mascate, en el noreste de Omán. Según el censo de 2003, tenía una población de 221,115 habitantes.

## Geografía
Los puntos destacados son: el Jardín Naseem, La perfumería Amouage, los Establos Reales y Centro Ecuestre, Guardia Real de Omán, el Colegio Técnico, el Palacio de Bait al Baraka, El Aeropuerto Internacional de Seeb y Markaz Al Bahja.

## Clima
Seeb tiene un clima desértico (clasificación climática de Köppen BWh ) con veranos muy calurosos e inviernos suaves. La precipitación es baja, y cae principalmente en los meses de diciembre a abril.
| Parámetros climáticos promedio de Seeb | Parámetros climáticos promedio de Seeb | Parámetros climáticos promedio de Seeb | Parámetros climáticos promedio de Seeb | Parámetros climáticos promedio de Seeb | Parámetros climáticos promedio de Seeb | Parámetros climáticos promedio de Seeb | Parámetros climáticos promedio de Seeb | Parámetros climáticos promedio de Seeb | Parámetros climáticos promedio de Seeb | Parámetros climáticos promedio de Seeb | Parámetros climáticos promedio de Seeb | Parámetros climáticos promedio de Seeb | Parámetros climáticos promedio de Seeb |
| Mes                                    | Ene.                                   | Feb.                                   | Mar.                                   | Abr.                                   | May.                                   | Jun.                                   | Jul.                                   | Ago.                                   | Sep.                                   | Oct.                                   | Nov.                                   | Dic.                                   | Anual                                  |
| -------------------------------------- | -------------------------------------- | -------------------------------------- | -------------------------------------- | -------------------------------------- | -------------------------------------- | -------------------------------------- | -------------------------------------- | -------------------------------------- | -------------------------------------- | -------------------------------------- | -------------------------------------- | -------------------------------------- | -------------------------------------- |
| Temp. máx. abs. (°C)                   | 34.2                                   | 37.0                                   | 41.4                                   | 44.0                                   | 47.0                                   | 48.3                                   | 49.2                                   | 46.8                                   | 43.6                                   | 42.0                                   | 37.8                                   | 33.0                                   | '                                      |
| Temp. máx. media (°C)                  | 25.5                                   | 26.1                                   | 29.8                                   | 34.7                                   | 39.5                                   | 40.4                                   | 38.6                                   | 36.2                                   | 36.3                                   | 35.0                                   | 30.5                                   | 27.1                                   | 33.3                                   |
| Temp. media (°C)                       | 21.3                                   | 21.9                                   | 25.2                                   | 29.8                                   | 34.2                                   | 35.2                                   | 34.3                                   | 32.0                                   | 31.4                                   | 29.7                                   | 25.7                                   | 22.6                                   | 28.6                                   |
| Temp. mín. media (°C)                  | 17.3                                   | 17.6                                   | 20.7                                   | 24.7                                   | 29.1                                   | 30.6                                   | 30.4                                   | 28.4                                   | 27.5                                   | 24.9                                   | 20.9                                   | 18.5                                   | 24.2                                   |
| Temp. mín. abs. (°C)                   | 11.5                                   | 12.5                                   | 14.4                                   | 17.5                                   | 19.6                                   | 24.5                                   | 25.0                                   | 23.3                                   | 23.0                                   | 17.5                                   | 14.3                                   | 14.4                                   | '                                      |
| Precipitación total (mm)               | 12.8                                   | 24.5                                   | 15.9                                   | 17.1                                   | 7.0                                    | 0.9                                    | 0.2                                    | 0.8                                    | 0.0                                    | 1.0                                    | 6.8                                    | 13.3                                   | 100.3                                  |
| Horas de sol                           | 268.6                                  | 244.8                                  | 278.3                                  | 292.5                                  | 347.4                                  | 325.7                                  | 277.7                                  | 278.6                                  | 303.9                                  | 316.9                                  | 291.9                                  | 267.0                                  | 3493.3                                 |
| Humedad relativa (%)                   | 63                                     | 64                                     | 58                                     | 45                                     | 42                                     | 49                                     | 60                                     | 67                                     | 63                                     | 55                                     | 60                                     | 65                                     | 57.6                                   |
| Fuente: NOAA (1979-1990)               |                                        |                                        |                                        |                                        |                                        |                                        |                                        |                                        |                                        |                                        |                                        |                                        |                                        |

## Deporte
La ciudad de Seeb aloja los clubes Al-Seeb Sports Club y Al-Shabab Club de la Liga Profesional de Omán.